# 園山重道
園山 重道（そのやま しげみち）は、日本の郵政技官。科学技術庁計画局長や、宇宙開発事業団副理事長、移動無線センター会長を務めた。

## 人物・経歴
1949年九州大学工学部通信工学科卒業、逓信省入省、電波局電波課。1952年郵政省電波研究所第二部に異動。1960年郵政省電波監理局監視技術課に異動。1968年科学技術庁研究調整局宇宙開発課長。1970年科学技術庁研究調整局宇宙企画課長。1972年郵政省電波監理局技術調査課長。1974年郵政省電波監理局宇宙通信開発企画課長。1975年郵政省電波監理局宇宙通信開発課長。同年科学技術庁研究調整局宇宙開発参事官。1976年科学技術庁研究調整局長。1979年科学技術庁計画局長。1981年宇宙開発事業団理事。のち、宇宙開発事業団副理事長、移動無線センター会長、電気通信技術審議会電気通信事業部会長。

## 著書
- 『無線測定の総まとめ』電波振興会 1967年

## 脚註
1. ↑  情報通信ジャーナル 8(2)(23) 雑誌 (電気通信振興会, 1990-02)
2. ↑  設立30周年を記念して国立研究開発法人情報通信研究機構
3. ↑  第104回国会　参議院　逓信委員会　第5号　昭和61年3月27日国会
4. ↑  官界通信 : 政策評価・人事政策等行政・人事情報紙 (1957) 雑誌 (官界通信社, 1991-03)
5. ↑  官報平成3年本紙第550号 12頁